# هيلدر كابرال
هيلدر كابرال (بالبرتغالية: Hélder Cabral‏) هو لاعب كرة قدم برتغالي في مركز الدفاع، ولد في 7 مايو 1984 في بينيتشي في البرتغال. لعب مع أكاديميكا كويمبرا وإستريلا دا أمادورا وفيتوريا دي غيماريش وفيتوريا سيتوبال وموريرينسي ونادي أبويل ونادي أومونيا ونادي فايله.

## وصلات خارجية
- هيلدر كابرال على موقع قاعدة بيانات كرة القدم.إي يو (الإنجليزية)
- هيلدر كابرال على موقع Soccerway.com (الإنجليزية)
- هيلدر كابرال على موقع عالم كرة القدم.نت (الإنجليزية)
- هيلدر كابرال على موقع AS.com (الإسبانية)